# Eucalyptus patens

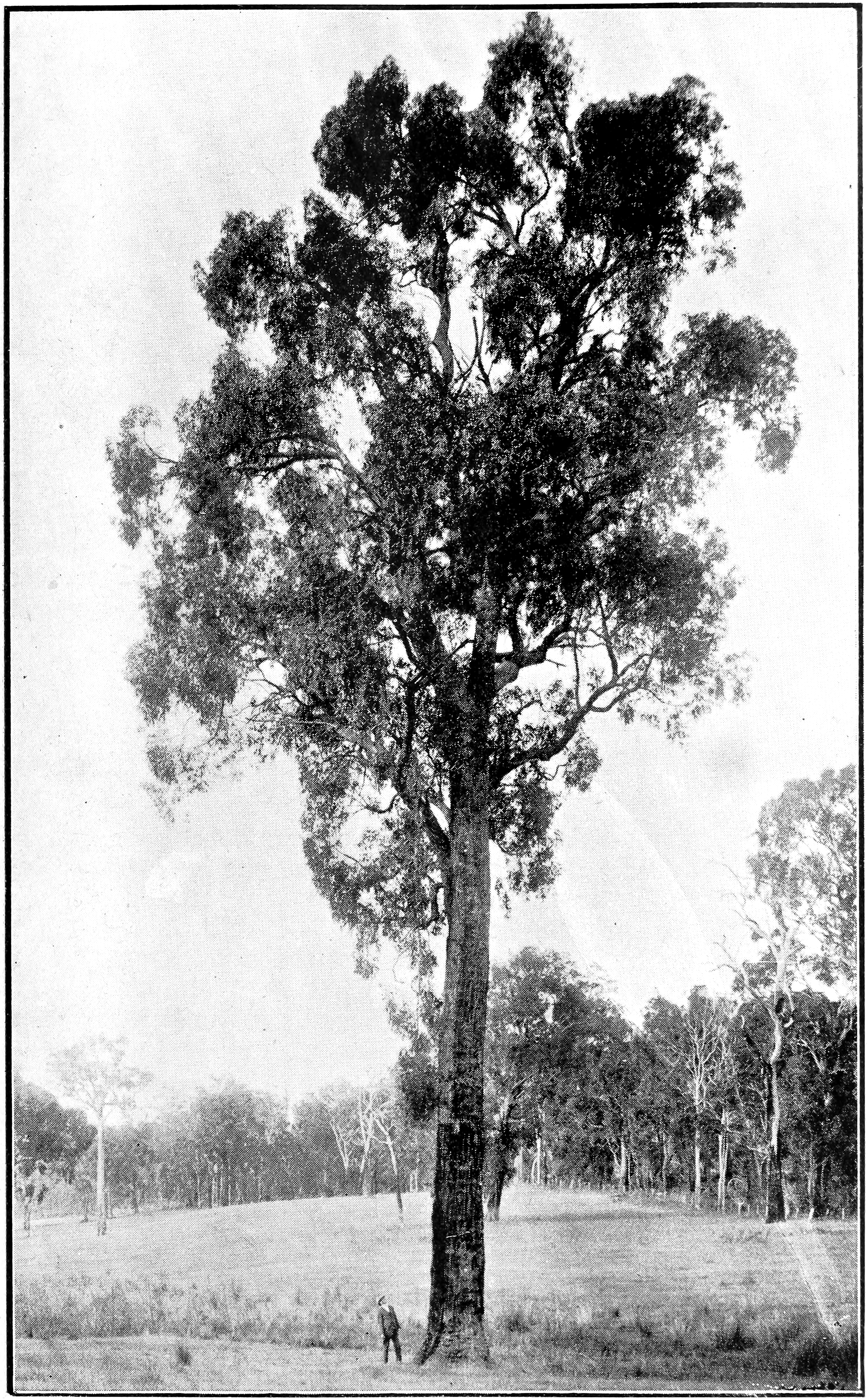
Historische Aufnahme eines großen Exemplars von Eucalyptus patens

Eucalyptus patens ist eine Pflanzenart innerhalb der Familie der Myrtengewächse (Myrtaceae). Sie kommt im Südwesten von Western Australia vor und wird dort „Blackbutt“, „Swan River Blackbutt“, „West Australian Blackbutt“ oder „Yarri“ genannt.

## Beschreibung

### Erscheinungsbild und Blatt
Eucalyptus patens wächst als immergrüner Baum, der Wuchshöhen von 3 bis über 40 Meter erreicht. Die Borke verbleibt an den kleineren Ästen, ist außen gräulich und innen gelblich, rau und längs gerieft. Der Stammdurchmesser erreicht über 1,75 Meter, selten bis über 2,5 Meter.
Bei Eucalyptus patens liegt Heterophyllie vor. Die sitzenden Laubblätter an Sämlingen sind bei einer Länge von 8 bis 14 cm und einer Breite von 4 bis 7 cm ei- bis herzförmig und an Ober- und Unterseite verschiedenfarbig grau-grün. An jungen Exemplaren werden die Laubblätter zunächst nur größer, bilden dann aber Blattstiele aus. Ihre Blattspreite ist bei einer Länge von 12 bis 22 cm und einer Breite von 7 bis 10 cm eiförmig, verjüngt sich zum oberen Ende hin deutlich und bildet eine sichelförmig nach unten gebogene Spitze, an der das Wasser abtropft. Die Laubblätter an mittelalten und erwachsenen Exemplaren sind stets in Blattstiel und Blattspreite gegliedert. An mittelalten Exemplaren ist die Blattspreite ist bei einer Länge von 15 bis 20 cm und einer Breite von 3 bis 5 cm breit-lanzettlich, sichelförmig gebogen, an Ober- und Unterseite gleichfarbig grün und besitzt ein bespitztes oberes Ende. Die an Ober- und Unterseite gleichfarbig matt blaugrünen Blattspreiten an erwachsenen Exemplaren sind bei einer Länge von 10 bis 16 cm und einer Breite von 1,2 bis 3 cm lanzettlich, üblicherweise sichelförmig gebogen und besitzen ein spitzes oberes Ende. Die Keimblätter (Kotyledone) sind nierenförmig.

### Blütenstand und Blüte
Seitenständig an einem 10 bis 20 mm langen und im Querschnitt leicht oder deutlich kantigen Blütenstandsschaft stehen in einem einfachen Blütenstand sieben bis elf Blüten zusammen. Der Blütenstiel ist 1 bis 4 mm lang. Die Blütenknospe ist bei einer Länge von 8 bis 10 mm und einem Durchmesser von 5 bis 6 mm eiförmig bis kugelig. Die Kelchblätter bilden eine Calyptra, die bis zur Blüte (Anthese) vorhanden bleibt. Der Blütenbecher ist leicht glockenförmig, die Calyptra schnabelförmig oder konisch. Die Blüten sind weiß oder cremeweiß. Die Blütezeit reicht in Western Australia von Juli bis August, von November bis Dezember oder von Januar bis Februar.

### Frucht und Samen
Die kurz gestielte Frucht ist bei einer Länge von 9 bis 14 mm und einem Durchmesser von 9 bis 12 mm eiförmig bis kugelig und drei- bis fünffächrig. Der Diskus ist eingedrückt und die Fruchtfächer sind eingeschlossen oder auf der Höhe des Randes.
Die glänzend braunen Samen sind D-förmig. Das Hilum ist am oberen Ende des Samens.

## Vorkommen
Eucalyptus patens kommt im Südwesten von Western Australia vor. Eucalyptus patens tritt in den selbständigen Verwaltungsbezirken Albany, Armadale, Augusta-Margaret River, Beverley, Boddington, Bridgetown-Greenbushes, Busselton, Cockburn, Collie, Cranbrook, Denmark, Donnybrook-Balingup, Harvey, Kalamunda, Manjimup, Mundaring, Murray, Nannup, Plantagenet, Serpentine-Jarrahdale, Swan, Wandering, Williams und York in den Regionen Great Southern, Peel, Perth, South West und Wheatbelt auf.
Eucalyptus patens wächst auf steinigen Böden, sandigem Ton und Lehm in Senken, an den Ufern von Wasserläufen und in Tälern.

## Taxonomie
Die Erstbeschreibung von Eucalyptus patens erfolgte 1867 durch George Bentham in Flora Australiensis, Volume 3, S. 247. Das Typusmaterial weist die Beschriftung „W. Australia. Harvey River, „Black-butt“, Oldfield; Tone River and granite rocks near Cape Arid, Maxwell; also Dummond, 4th Coll. n. 72; Gilbert; J. S. Roe; and in Preiss’s collection (...)“ auf. Das Artepitheton patens ist das lateinische Wort für offen oder abstehend und bezieht sich anscheinend auf die ausgebreitete Baumkrone.

## Nutzung und Gefährdung
Das Kernholz von Eucalyptus patens ist hellbraun bis dunkelbraun, hart, mäßig beständig und sein spezifisches Gewicht liegt bei 690 – 915 kg/m³. Das Holz von Eucalyptus patens wird als Bauholz verwendet, beispielsweise zur Herstellung von Eisenbahnschwellen, Böden, Verkleidungen und Kisten.
Die Verfügbarkeit ist gering. Das Holz von Eucalyptus patens sollte aus Naturschutzgründen nicht verwendet werden, es sei denn, es stammt von umgestürzten Bäumen.
Eucalyptus patens dient als Zierpflanze in Parks.